# Haydée Schvartz
Haydée Schvartz (Ciudad de Buenos Aires, 28 de diciembre de 1956) es una pianista, intérprete y docente argentina reconocida a nivel internacional, que ha desarrollado su carrera con un repertorio que abarca desde la música clásica hasta la música del siglo XX y XXI, también conocida como música contemporánea.

## Biografía

### Formación
Aunque no proviene de una familia musical, empezó a tocar el piano a los 4 años. Su padre era comerciante y su madre ama de casa.
Estudió en el Conservatorio Superior de Música Manuel de Falla, con el maestro Roberto Brando. Al finalizar su carrera, viajó a Ginebra, Suiza, para tomar un curso con Nikita Magalov, y luego se instaló en Londres, Inglaterra, donde se formó durante 5 años con la maestra italiana María Curcio. Después, volvió a la Argentina y tomó clases con Dora Castro.
Entre 1990 y 1992, a través de una beca Fulbright, realizó un Postgrado de máster en Performance en la Universidad de Búfalo, en Nueva York, de la mano del pianista y compositor Yvar Mikhashoff.
Respecto a sus docentes, Schvartz expresó:

“Tuve grandes maestros que ante todo fueron personas generosas que me hicieron amar la música. Me hicieron ver la música desde otro lugar. (…) Mis maestros fueron extremadamente rigurosos, porque sin rigor no se puede hacer música. Sin embargo, el rigor no implica que aquello que se transmite sea distante o acartonado”.
Haydée Schvartz

### Carrera artística
Schvartz se ha presentado en las principales salas de conciertos de Argentina y varios países de Norteamérica, Sudamérica y Europa, incluyendo el North American New Music Festival, el World Music Days (Canadá), el Edinburgh International Festival, las Jornadas Pianísticas de Boston, el Festival de Popayán (Colombia), el Foro Internacional de Música Nueva (México), el Festival de Porto Alegre (Brasil) y Festival de Música Contemporánea (Chile), entre otros.
Como solista ha tocado obras desde el repertorio clásico como conciertos de Franz Liszt hasta el contemporáneo con la primera interpretación sudamericana del Concierto para piano de Witold Lutoslawski.
En 1997, Schvartz interpretó Europera 5, del compositor John Cage y el papel de Clara Schumann en la ópera Liederkreis, de Gerardo Gandini en el Teatro Colón de Buenos Aires.
Tras la muerte Yvar Mikhashoff, la artista fue declarada una de los herederos de su International Piano Tango Collection y tomó la iniciativa de continuar el proyecto encargando a compositores argentinos la creación de una obra para esta colección.
Además, realizó la obra integral para piano de Luciano Berio en Argentina y en México.
Gracias a su amplia trayectoria, Schvartz fue convocada por importantes coreógrafos argentinos, como Alejandro Cervera, Diana Theocharidis, Carlos Trunsky y Roxana Grinstein, para participar como pianista en diversos espectáculos.

### Los Preludios de Debussy
Entre el 30 de junio y el 1 de julio de 2003, Schvartz grabó los dos libros de Preludios del compositor francés Claude Debussy en la sala Jordan Hall de Boston, Estados Unidos, con el ingeniero de sonido Davis Walters. Sin embargo, el disco salió a la luz en julio de 2020 a través del sello norteamericano Mode Records.
El trabajo contiene dos discos y un libro con notas del musicólogo Denis Herlin e imágenes relacionadas con las obras. Las pistas adicionales incluyen la canción Ain’t it funny what a difference a few hours make?  ("¿No es gracioso la diferencia que hacen unas pocas horas?") del musical The Yankee Consul que Debussy cita en Minstrels y una toma alternativa de Des pas sur la neige (Pasos sobre la nieve), que muestra dos interpretaciones muy diferentes de ese Preludio.
El proyecto surgió por la invitación de Mode Records de continuar trabajando con Schvartz luego de haber grabado dos discos con esa compañía. Ante el ofrecimiento, la artista propuso ejecutar los Preludios, ya que los había tocado hacía un mes en el Teatro Colón de Buenos Aires.
Sobre por qué incluir a Debussy en el catálogo de un sello especializado en música contemporánea, Schvartz explicó:

“Mi mirada, la de muchos, es que es que la obra de Debussy significa una gran puerta de acceso a la música del siglo XX. Yo creo que amerita estar en un sello que se dedica a la música nueva” (…) La construcción arquitectónica que genera Debussy es una ventana al futuro, el maridaje entre timbre, espacio y tiempo; o espacio y tiempo como un solo concepto, porque uno determina a otro. Debussy tiene una manera de plantear la construcción sonora a través de espacios de lejanía y cercanía. (…) Y, sobre todo, lo que es determinante para el futuro es la propuesta no lineal de la música. Es un discurso que plantea objetos sonoros y materiales de una manera espacial: los objetos se van sucediendo de maneras contrastantes, muchas veces, sin solución de continuidad, como si fueran apareciendo por obra y gracia de este mismo espacio que los contiene”.

Acerca del significado de esta obra, la pianista manifestó: “Cuando escuché esto sentí que era lo que me representaba en todo sentido”.
Los 17 años de demora en la salida del material, según explica la artista, se debieron, en gran parte, a la crisis de las industrias discográficas con la aparición de las plataformas digitales.

### Agrupaciones
Entre 1984 y 1989 integró el Grupo Encuentros de Música Contemporánea.
Desde 1997 y hasta entrada la década del 2000, Schvartz fue pianista del Quinteto CEAMC (Centro de Estudios Avanzados en Música Contemporánea), especializado en la interpretación de música de cámara del siglo XX. El grupo también estaba integrado por Patricia Da Dalt (flauta), Guillermo Sánchez (clarinete), Elías Gurevich (violín) y Jorge Pérez Tedesco (chelo).
Desde 2009, Schvartz y Gurevich llevan adelante el proyecto “Manos la las Obras”, un ciclo de conciertos en el que presentan obras fundamentales del repertorio de la música clásica y contemporánea para violín y piano. La iniciativa incluye una instancia pedagógica de acercamiento a la música llamada “preconcierto” donde los artistas explican las peculiaridades de las obras y su interpretación. Los encuentros comenzaron a ser transmitidos en vivo desde el auditorio de Radio Nacional Clásica en la ciudad de Buenos Aires y fueron creciendo hasta realizar conciertos y clases magistrales en distintos lugares de Argentina y América Latina.
Schvartz también tiene a su cargo desde 2009 la dirección artística y musical del Ensamble TROPI, agrupación de cámara especializada en el repertorio contemporáneo.

## Premios y reconocimientos
Además de la Fulbright, Schvartz fue premiada con las becas Nicolás Patterson, la Delta-Kappa-Gamma y Mozarteum Argentino y en 1991 fue ganadora del Concurso Cameron Baird en los EE. UU.
En Argentina fue nominada para el Premio Clarín como mejor figura de la Música Clásica en los años 2004, 2005, 2006, 2008 y 2009 y reconocida como Intérprete del año 2000 por el periódico Página/12.
Por el proyecto “Manos a las Obras”, junto a Elías Gurevich, obtuvo el Premio Konex como Agrupación de Cámara y fueron nominados en 2016 y 2017 a los premios Carlos Gardel.

## Docencia
Schvartz es docente en el departamento de Artes Musicales de la Universidad Nacional de las Artes y hasta 2019 también dio clases en el Conservatorio Superior de Música Manuel de Falla de Buenos Aires.
Dictó clases magistrales y seminarios en diversas universidades argentinas y extranjeras, entre ellas en la Universidad Estatal de Nueva York en Búfalo, el Conservatorio New England de Boston, el Conservatorio Tom Jobim, Brasil y la Universidad de la República, Uruguay.

## Discografía
- 1989: “Línea adicional - Música Contemporánea Argentina” - MELOPEA DISCOS
- 1993: “Haydée Schvartz, New Piano Works From Europe and The Americas” - MODE RECORDS
- 2000: “Compositores del Siglo XX” - Quinteto Ceamc- TESTIGO
- 2003: “John Cage: The Works for Piano, Vol. 5 - Four Walls - MODE RECORDS
- 2006: “Tangos Insólitos” – Junto a Gabriela Bernasconi - LOS AÑOS LUZ y TEMPUS CLASICO
- 2015: “Compositores Latinoamericanos en violín y piano (En directo)”- Manos a las Obras 1. Junto a Elías Gurevich – UNTREF SONORO
- 2015: “Raras Partituras 14: Álbum de canciones x Haydée Schvartz y Víctor Torres” - EPSA MUSIC
- 2016: “Ginastera- Prokófiev- Janácek (Manos a las Obras 2) - EPSA MUSIC
- 2020: “Claude Debussy: Preludes Books 1 & 2”- MODE RECORDS
- 2020: “Manos a las Obras: En vivo, Vol. 1” - Junto a Elías Gurevich- SITE MUSIC DIGITAL
- 2020: “Manos a las Obras: En vivo, Vol. 2” - Junto a Elías Gurevich - SITE MUSIC DIGITAL

### Participaciones en otros discos
- 1993: “Las vanguardias en la Argentina”, del Grupo Encuentros - IRCO VIDEO S.R.L
- 1993: “Raíces Americanas”, del Grupo Encuentros - IRCO VIDEO S.R.L
- 1995: Panorama de la Música Argentina. Compositores nacidos entre 1935-1939 - IRCO VIDEO S.R.L
- 1998: “Javier Giménez Noble, Obras para Piano” - IRCO VIDEO S.R.L
- 1999: “Panorama de la Música Argentina. Compositores nacidos entre 1960-1965 - IRCO VIDEO S.R.L
- 1999: “Panorama de la Música Argentina. Compositores nacidos entre 1965-1969” - IRCO VIDEO S.R.L
- 2001: “Luminar”, de Gabriel Valverde – MODE RECORDS
- 2001: “Irma Urteaga, Vol. 2: Sueños de Yerma y otras Obras de Cámara - IRCO VIDEO S.R.L
- 2011: “Tangos Tristes”, con varios artistas - LOS AÑOS LUZ
- 2011: “Tropi”- DGEART
- 2016: “Tiempo reflejado –Un homenaje a Manolo Juárez” – ACQUA RECORDS ----